# Фармацевт
Фармацевтите са медицински специалисти по лекарствата.
Прилагайки своите знания в областта на медицината, помагат на хората да разберат какви са лекарствата, които те трябва да приемат, по какъв начин ще им помогнат и как те ще се отразят на здравето на болните.
Фармацевтите също участват в оптимизирането и контрола на лекарствената терапия или тълкуват медицинските лабораторни резултати – в сътрудничество с лекари. Фармацевтите са компетентни в много области на експертните познания и са важен източник на медицински знания в клиники, болници, медицински лаборатории и аптеки.
Национална класификация на професиите и длъжностите в Република България:
- 2224-7001: магистър фармацевт
- 2224-7002: магистър фармацевт, инспектор
- 2224-7003: магистър фармацевт, аналитик
- 2224-7004: магистър фармацевт, технолог
- 2224-7005: отговорен магистър фармацевт
- 2224-7006: управител на аптека / здравно заведение
- 2224-7007: фармацевт
- 2224-7008: фармацевт – ръководител във фармацевтична компания
- 2224-7009: фармацевт – медицински представител